# ساشا (فنان)
ساشا (بالإنجليزية: Sasha)‏ (و. 1972  م) هو مغن مؤلف، وموسيقي، ومغني ألماني، ولد في زوست، توفي في هامبورغ.

## وصلات خارجية
- ساشا على موقع IMDb (الإنجليزية)
- ساشا على موقع ألو سيني (الفرنسية)
- ساشا على موقع ميوزك برينز (الإنجليزية)
- ساشا على موقع ميوزك برينز (الإنجليزية)
- ساشا على موقع ميوزك برينز (الإنجليزية)
- ساشا على موقع أول ميوزيك (الإنجليزية)
- ساشا على موقع ديسكوغز (الإنجليزية)
- ساشا على موقع ديسكوغز (الإنجليزية)
- ساشا على موقع ديسكوغز (الإنجليزية)
- ساشا على موقع قاعدة بيانات الفيلم (الإنجليزية)

- ساشا في قاعدة بيانات الأفلام على الإنترنت